# La rivolta dei pretoriani
La rivolta dei pretoriani è un film del 1964 diretto da Alfonso Brescia.

## Trama
Roma, 96 d. C. L'imperatore Domiziano è un tiranno paranoico, portato a vedere congiure ovunque. Le sue azioni sono manipolate dalla perfida compagna Artamne e dal subdolo Sotero, capo dei gladiatori, che lo asseconda nelle sue manie persecutorie. Il comandante dei pretoriani Valerio Rufo tenta in ogni modo di opporsi alla corruzione e alle azioni ingiuste e sanguinarie con cui l'imperatore opprime il popolo. Dapprima agisce di nascosto nelle vesti di Leone Rosso, un eroe mascherato, finché non si rende necessaria una vera e propria congiura che porterà alla morte l'imperatore e alla sua sostituzione con il giovane Nerva.